# Sabicea parva
Sabicea parva är en måreväxtart som beskrevs av Herbert Fuller Wernham. Sabicea parva ingår i släktet Sabicea och familjen måreväxter. Inga underarter finns listade i Catalogue of Life.